# Gouzhuang
Gouzhuang (kinesiska: 勾庄镇, 勾庄) är en köping i Kina. Den ligger i provinsen Zhejiang, i den östra delen av landet, omkring 15 kilometer nordväst om provinshuvudstaden Hangzhou.
Genomsnittlig årsnederbörd är 1 869 millimeter. Den regnigaste månaden är juni, med i genomsnitt 328 mm nederbörd, och den torraste är november, med 74 mm nederbörd.